# Bataille de Rastane (2011)
Pour les articles homonymes, voir Bataille de Rastane.
Guerre civile syrienne
Batailles
La première bataille de Rastane a lieu pendant la guerre civile syrienne, du 27 septembre au 2 octobre 2011. Elle se termine par une victoire de l'armée syrienne qui reprend le contrôle de la ville.

## Prélude
Profitant du siège de Homs et de la mobilisation de l'armée pour reprendre cette ville, des déserteurs aidés de civils se soulèvent à Rastane et prennent facilement le contrôle de la ville. Le 29 juillet 2011, des officiers déserteurs créent à Rastane un conseil militaire et annoncent la formation de l'Armée syrienne libre. Cependant les loyalistes réagissent et encerclent la ville dès le 25 septembre.

## Forces en présence
Selon l'agence Reuters, Rastane est défendue par 1 000 hommes : des déserteurs de l'armée syrienne ayant ralliés l'Armée syrienne libre et des civils insurgés. Un opposant local parle quant à lui d'« une centaine de déserteurs et 600 hommes en armes à Rastane ». Les forces de l'ASL appartiennent au Bataillon Khalid bin al-Walid et à la Brigade al-Farouq,. Selon l'Observatoire syrien des droits de l'homme, le régime syrien engage de son côté au moins 250 chars et blindés.

## Déroulement
Le 25 septembre, l'armée syrienne se déploie et commence le siège de Rastane. Pendant deux jours les blindés et les hélicoptères des loyalistes font feu sur la ville. Le 27 septembre, à l'aube les forces du régime passent à l'offensive. Elles entrent rapidement dans la ville et prennent le contrôle des axes routiers principaux et secondaires.
Le 1er octobre, l'armée syrienne reprend Rastane après quatre jours de combats, les rebelles du Bataillon Khalid bin al-Walid se retirent en direction de Houla.
Plusieurs centaines d'habitants sont arrêtés par les soldats qui utilisent des écoles en centres de détention.

## Les pertes
Selon une source de l'agence Reuters issue de l'opposition, 130 déserteurs et civils ont été tués lors de l'assaut loyaliste.
Le régime affirme de son côté dans un communiqué officiel que sept soldats et policiers ont été tués dans les opérations à Rastane.

## Suites
Après leur victoire, les forces armées se retirent de Rastan qui reste calme jusqu'en février 2012, lorsque les rebelles l'infiltrent à nouveau et là déclarent "Ville libre". Une nouvelle bataille s'engage alors entre l'ASL et l'armée syrienne. 